# Rodell
El rodell era l'embalum amb què es transportaven els cescles fins a ser utilitzats per a la fabricació d'envasos o bótes de fusta. El rodell dona nom a l'ofici de roder, molt estès a la Selva de muntanya (Montseny-Guilleries) i muntanya de baix (Montnegre). El roder era un ofici bosquerol que treballava a les perxades de castanyer i que a principis de segle xx va tenir un vessant reivindicatiu en les societats (sindicats) de roders.